# Bernhard Scheid
Bernhard Scheid, né en 1960, est un historien, universitaire et japonologue autrichien associé à l'Académie autrichienne des sciences et à l'Institut d'études asiatiques de l'université de Vienne (Institut für Ostasienkunde der Universität Wien).
Scheid a été six fois champion national autrichien du jeu de go.

## Jeunesse
Scheid entre à l'université de Vienne en 1980. Son intérêt précoce pour l'anthropologie culturelle le conduit à une spécialisation en études japonaises. Il obtient sa maîtrise en 1993. De 1994 à 1996, il est étudiant à l'université Waseda à Tokyo. Son doctorat lui est décerné par l'université de Vienne en 1999.

## Carrière
Scheid a été chercheur à l'Académie autrichienne des sciences, Institut pour la culture intellectuelle et histoire de l'Asie (Institut für Kultur- und Geistesgeschichte Asiens) de 1997 jusqu'en 2001. Depuis 2002, Scheid est chargé de recherche permanent dans le domaine des études japonaises auprès de cette institution. Il rejoint également le corps professoral du département des études est-asiatiques à l'université de Vienne en 2001 comme chargé de cours sur la religion japonaise. En 2012 il est professeur invité à la faculté des études religieuses de l'université de Göttingen.
Ses premières recherches et écrits portent sur des aspects du vieillissement et de devenir vieux dans le Japon médiéval du XIIe au XVIe siècle, de la fin de l'époque de Heian jusqu'à l'époque Sengoku. Selon le premier texte publié de Scheid, Im Innersten meines Herzens empfinde ich tiefe Scham: das Alter im Schrifttum das japanischen Mittelalters (« Au fond de mon cœur je ressens une profonde honte : les personnes âgées dans la littérature médiévale japonaise »), la norme de la vieillesse principalement perçue comme un temps de souffrance et d'isolement change dans le contexte des structures féodales émergentes.
Scheid est l'auteur de la première monographie consacrée au shinto Yoshida dans une langue occidentale et il a publié des traductions de trois textes importants du Yoshida. Le système religieux complet qui est devenu connu sous le nom shinto Yoshida a été fondé par Yoshida Kanetomo (1435–1511). Le travail de Scheid étudie l'influence de ce personnage précurseur sur l'évolution du rituel et de la théologie shinto au cours de la période Muromachi jusqu'à l'époque Azuchi-Momoyama.

### Projets universitaires sur l'Internet
Scheid est un webmaster qui a développé et maintient des sites académiques avec pour objectif de faire progresser l'enseignement et la recherche en études japonaises.
- Religion in Japan, depuis 2001.
- Kamigraphie, depuis 2011
- Institute for the Cultural and Intellectual History of Asia, Vienna, depuis 1999.
- 11th International Conference of the European Association of Japanese Studies (EAJS), 2004

## Go
Scheid a été, pendant de nombreuses années, un joueur de go classé internationalement. 
En 2010, il a terminé ex-æquo à la 16e place du 31e championnat du monde de go (CMGA) à Hangzhou en Chine et il aspire à être pris au sérieux en tant que joueur de go.
Les championnats nationaux autrichiens de go en 1990, 1992, 1998, 1999, 2003 et 2004 ont été remportés par Scheid. Il a participé en tant que représentant de l'Autriche aux championnats du monde amateurs de go au Japon, en Chine et en Corée du Sud.

## Publications (sélection)
Dans un aperçu statistique relatif aux écrits de et sur Bernhard Scheid, l'OCLC/WorldCat recense plus de 10 ouvrages en plus de 20 publications en 3 langues et plus de 300 fonds de bibliothèques.
- 2006 - The Culture of Secrecy in Japanese Religion. Londres : Routledge.  (ISBN 9780415546898); (OCLC 318419669)
- 2002 - Tracing Shinto in the History of Kami Workshop (avec Mark Teeuwen). Nagoya, Japan: Nanzan Institute for Religion and Culture. (OCLC 51905524)
- 2001 - Der eine und einzige Weg der Götter: Yoshida Kanetomo und die Erfindung des Shinto. Vienna: Verlag der Österreichischen Akademie der Wissenschaften.  (ISBN 9783700129899); (OCLC 186460367)
- 1996 - Im Innersten meines Herzens empfinde ich tiefe Scham: das Alter im Schrifttum das japanischen Mittelalters. Vienne : Verlag der Österreichischen Akademie der Wissenschaften. (OCLC 123259411)

## Source de la traduction
- (en) Cet article est partiellement ou en totalité issu de l’article de Wikipédia en anglais intitulé « Bernhard Scheid » (voir la liste des auteurs).